# 円城寺 (飛騨市神岡町船津)
曹洞宗天照山円城寺(えんじょうじ)は岐阜県飛騨市神岡町船津にある寺院。神岡町殿には山号、寺号、開基が本寺と同じ臨済宗妙心寺派の円城寺があるため、地名を冠して船津円城寺とも呼ばれる。飛騨三十三観音霊場16番札所。

## 歴史
承久3年(1221年)に飛騨に地頭として入部した江馬輝経が自らの念持仏を本尊として建立したと伝わる。円城寺は北飛騨の支配者となった江馬氏の外護の下で繁栄したが、江馬氏が三木氏に追い落とされて滅びると没落した。その後飛騨の太守となった金森氏の2代目金森可重が素玄寺開祖天翁秀梅を招いて中興した。慶安2年(1649年)に江馬氏の系譜を引く金森重直により現在地に寺基を移す。江戸時代以降度々火災に見舞われ伽藍を焼失した。現在の本堂は昭和4年(1929年)に焼失した後に高山市の城山にあった保寿寺を移築したものである。昭和41年(1966年)以降、8月15日に盂蘭盆会の行事として灯篭流しを行っている。